# Mirror
Mirror (ang. lustro) – kopia strony internetowej lub innych zasobów (np. bazy danych lub plików udostępnianych przez FTP).

## Zastosowania
Kopia lustrzana tworzona jest najczęściej po to, aby umożliwić szerszy dostęp do pewnej informacji. Jeśli dotyczy ona całego serwera to nazywany jest on serwerem lustrzanym; głównym celem takich serwerów jest odciążenie serwerów właściwych. Jeśli na jakimś serwerze pojawi się duży plik, który wiele osób będzie chciało ściągnąć, umieszczenie go na kilku serwerach lustrzanych sprawi, że transfer rozłoży się na wszystkie serwery i żaden z nich nie zostanie nadmiernie obciążony. 
Serwery lustrzane mogą też być narzędziem w walce z cenzurą. Kiedy w 2002 roku władze ChRL zablokowały dostęp do wyszukiwarki Google, powstał jej lustrzany odpowiednik o nazwie elgooG. Mogą również być wykorzystywane jako swego rodzaju kopia bezpieczeństwa. Innym ich zastosowaniem jest pozycjonowanie strony w wyszukiwarkach, tzw. PageRank.